# Se Quiser
"Se Quiser" é o primeiro single do álbum homônimo da cantora Tânia Mara, lançado em 2006. A canção é uma versão brasileira da música "Anytime", gravada inicialmente pela cantora Mary Griffin e posteriormente do primeiro álbum da cantora Norte-Americana Kelly Clarkson, Thankful. Também foi tema da novela Páginas da Vida, dos personagens Isabel (Vivianne Pasmanter) e Renato (Caco Ciocler), sendo esta canção considerada um dos maiores sucessos da carreira da intérprete.

## Videoclipe
Tânia gravou um videoclipe simples. Basicamente, ela tirando flashes somente do rosto, enquanto ela canta.

## Desempenho nas paradas
| Top                   | Melhor posição |
| --------------------- | -------------- |
| Brasil - Parada Anual | 14             |
| Hot 100 Brasil        | 1              |